# Vida
Vida (l.mn. vidas) – krótka biografia trubadura pisana prozą w języku prowansalskim (oksytańskim). Słowo vida w staroprowansalskim oznacza "życie". W średniowiecznych chansonnierach, zbiorach manuskryptów zawierających poezję trubadurów, do dzieł konkretnych autorów dodane są często krótkie – często obfitujące w zdarzenia fantastyczne – biografie. Pojawiają się także tzw. razos – noty wyjaśniające genezę utworu.

## VidaJaufre Rudela
Jaufre Rudel z Blaye był wysoko urodzonym księciem Blaye; i zakochał się on w hrabinie Tripoli, nie ujrzawszy jej ani razu, ale słysząc o niej wiele dobrego od pielgrzymów powracających z Antiochii. Skomponował wiele pieśni o niej, chwaląc ją w pięknych melodiach i smutnych słowach. Pragnąc ją ujrzeć, wziął krzyż i wyruszył w morze; na łodzi zaś zachorował. Przyniesiono go, ledwo już żywego, do gospody w Tripoli i powiedziano o tym hrabinie; ta zaś przyszła do niego i wzięła go w ramiona. Poznał, że to musi być ona, i odzyskał zmysły słuch i woni, i chwalił Boga za to, że mógł dożyć chwili, gdy jego ukochana znalazła się przy nim. I tak umarł w jej ramionach, a ona pochowała go z honorami w świątyni i jeszcze tego samego dnia pogrążyła się w głębokim smutku.

## Trubadurzy ze spisanymividas
| - Albert Malaspina - Albertet Cailla - Albertet de Sestaro - Alfons II Aragoński - Almucs de Castelnau - Aimeric de Belenoi - Aimeric de Peguilhan - Aimeric de Sarlat - Arnaut de Meruoill - Azalais de Porcairagues - Beatritz de Dia - Berenguier de Palazol - Bertolome Zorzi - Bernart de Ventadorn - Bertran d’Alamanon - Bertran de Born - Bertran de Born lo Filhs - Bertran del Pojet - Blacasset - Blacatz | - Cadenet - Castelloza - Cercamon - Dalfi d’Alvernha - Daude de Pradas - Elias Cairel - Elias Fonsalada - Enric de Rodes - Ferrari da Ferrara - Folquet de Marselha - Folquet de Romans - Garin d’Apchier - Garin lo Brun - Gaucelm Faidit - Gausbert Amiel - Gauseran de Saint Leidier - Gui de Cavalhon - Gui d’Ussel - Guillem Ademar - Guillem Augier Novella | - Guillem de Balaun - Guillem de Berguedà - Guillem de Cabestany - Guillem Figueira - Guillem Magret - Guillem de Montanhagol - Wilhelm IX Akwitański - Guillem Rainol d’At - Guillem de Saint Leidier - Guillem de la Tor - Guiraudo lo Ros - Guiraut de Bornelh - Guiraut de Calanso - Guiraut de Salignac - Iseut de Capio - Jaufre de Pons - Jaufre Rudel - Jausbert de Puycibot - Jordan Bonel - Lanfranc Cigala | - Lombarda - Marcabru - Maria de Ventadorn - Monge de Montaudon - Peire d’Alvernhe - Peire Bremon lo Tort - Peire de Bussignac - Peire Cardenal - Peire Guillem de Tolosa - Peire de Maensac - Peire de la Mula - Peire Raimon de Tolosa - Peire Rogier - Peire de Valeira - Peire Vidal - Peirol - Perdigon - Pons de Capduoill - Raimbaut d’Aurenga | - Raimbaut de Vaqueiras - Raimon de Durfort - Raimon Jordan - Raimon de Miraval - Raimon de las Salas - Rainaut de Pons - Ricau de Tarascon - Rigaut de Berbezilh - Tibors de Sarenom - Tomier and Palaizi - Sail d’Escola - Savaric de Mauleon - Sordello - Turc Malec - Uc de la Bacalaria - Uc Brunet - Uc de Mataplana - Uc de Pena - Uc de Saint Circ |